# Désiré Beaurain
Désiré Beaurain, född 2 september 1881 i Berchem, död 24 oktober 1963 i Schoten, var en belgisk fäktare.
Beaurain blev olympisk silvermedaljör i florett vid sommarspelen 1924 i Paris.